# 田令方
田令方（？—948年），五代后汉颍州汝阴县人。
早年擔任马牧军使，田令方因養馬無功，瘠而多斃，论罪应处斩。安重誨劝明宗李嗣源說：“使天下闻以马故，杀一军使，是谓贵畜而贱人。”李嗣源遂將田令方赦免。官至虢州（今河南省靈寶縣）团练使。與伶人靖邊庭之妻私通。乾祐元年（948年），靖边庭杀死田令方。有子田钦祚。